# 팬보이 & 첨첨
《팬보이 & 첨첨》(Fanboy and Chum Chum)은 니켈로디언에서 2009년부터 2014년까지 방영된 미국의 애니메이션 시리즈이다.

## 등장인물
- 팬보이

성우: 데이비드 혼즈비/홍범기
이름 자체부터가 영 좋지 않다 하필이면 빠라는 뜻으로 쓰이니 모든 것의 만악의 근원. 다른 사람을 굉장히 짜증나게 하는 특기가 있다. 이거는 슈퍼히어로 복장 때문은 아니고, 원래 이렇다는 것 어디서 태어난지는 알 수 없지만, 미국인이며 첨첨과 함께 갤럭시 힐스에 살고 있고, 이 둘은 학교에서도 언제나 말썽을 일으킨다. 좋아하는 건 프로스티 마켓에 파는 프로스티 꽁꽁 슬러시. 미래에는 과학자라도 된건지 현재의 팬보이가 꽁꽁 슬러시를 낼 돈이 없어 곤란할때, 미래의 팬보이가 '달러제조기'라는 인공지능 로봇을 보내 도움을 주었다. 이후에도 달러제조기는 조연으로서 활약중.
- 첨첨

성우: 낸시 카트라이트 (파일럿), 니카 퍼터먼 (TV시리즈)/조현정
팬보이보다 훨씬 더 작은 몸집이지만, 그래도 아무렇지도 않게 살고 있다. 팬보이와 함께 막장중 막중중인 실력이 있으며, 이 녀석도 힘이 장난이 아니다. 사촌 여동생 침침이 있고, 가족들은 플린스빌이라는 곳에서 살고 있다고 한다.

## 에피소드 목록
- 시즌 1
  - 1. 내가 진짜 마법사/네코 내오코
  - 2. 뗄수없는 친구/미래에서 온 선물
  - 3. 첨첨은 내 친구/절대로 못 필이
  - 4. 공포의 애완동물 돌보기/팬보이와 때장군
  - 5. 팬보이 로봇 되다/프로스티 꽁꽁 몬스터
  - 6. 침촘을 위하여/무적의 돼지 진주
  - 7. 팬보이는 뱀파이어/안개 속의 괴물
  - 8. 잃어버린 뇌를 찾아서/초능력자의 사랑
  - 9. 알을 낳아라/내 사랑 싹싹 양
  - 10. 위대한 바이킹의 조건/청소의 달인

## 같이 보기
- 핀과 제이크의 어드벤처 타임
- 랜덤! 카툰스